# Serro Ventoso
Serro Ventoso ist eine Gemeinde (Freguesia) im portugiesischen Kreis Porto de Mós. In ihr leben 892 Einwohner (Stand 19. April 2021).